# II liga polska w futsalu (2001/2002)
II liga polska w futsalu 2011/2012 - pierwsza edycja drugiego poziomu rozgrywek klubowych polskiej ligi futsalu. W lidze wystąpiło 12 zespołów w dwóch grupach, które walczyły systemem "każdy z każdym" o awans do I ligi. Do najwyższej klasy rozgrywkowej awansowały dwa najlepsze zespoły. W walce o dodatkowe miejsce premiujące awansem do I ligi rozegrano baraże, które zakończyły się porażkami drużyn II-ligowych.
| Poziomy ligowe w futsalu w sezonie 2001/2002 | Poziomy ligowe w futsalu w sezonie 2001/2002 | Poziomy ligowe w futsalu w sezonie 2001/2002 | Poziomy ligowe w futsalu w sezonie 2001/2002 |
| Rozgrywki                                    | Poziomy ligowe                               | Liga                                         | Sezon                                        |
| -------------------------------------------- | -------------------------------------------- | -------------------------------------------- | -------------------------------------------- |
| Centralne                                    | I poziom                                     | I Liga                                       | Sezon 2001/2002 (1 grupa)                    |
| Centralne                                    | II poziom                                    | II Liga                                      | Sezon 2001/2002 (2 grupy)                    |
| Regionalne                                   | III poziom                                   |                                              |                                              |

## Tabele

### Grupa I
| Lp. | Drużyna                     | M  | Z | R | P | Bramki | Bramki | +/- | Pkt. | Uwagi           |
| --- | --------------------------- | -- | - | - | - | ------ | ------ | --- | ---- | --------------- |
| 1   | ITR Iława                   | 20 | - | - | - | 56     | 21     | +35 | 45   | Awans           |
| 2   | Armet Bis Gdynia            | 20 | - | - | - | 47     | 28     | +19 | 34   | Wyc. po sezonie |
| 3   | Seat Arpol Toruń            | 20 | - | - | - | 45     | 31     | +14 | 33   | Baraż           |
| 4   | Helios Białystok            | 20 | - | - | - | 48     | 32     | +16 | 27   | Wyc. po sezonie |
| 5   | Górczyn Gorzów Wielkopolski | 20 | - | - | - | 18     | 102    | -84 | 2    | Wyc. po sezonie |

- Z powodu wycofania się drużyny z Gdyni w barażach wystąpił Arpol Toruń.

Źródło 

### Grupa II
| Lp. | Drużyna                         | M  | Z | R | P | Bramki | Bramki | +/- | Pkt. | Uwagi |
| --- | ------------------------------- | -- | - | - | - | ------ | ------ | --- | ---- | ----- |
| 1   | Timemaster Siemianowice Śląskie | 12 | - | - | - | 85     | 55     | +30 | 29   | Awans |
| 2   | Octopus-Sport Chorzów           | 12 | - | - | - | 65     | 55     | +10 | 17   | Baraż |
| 3   | Radan Gliwice                   | 12 | - | - | - | 63     | 79     | -16 | 15   |       |
| 4   | FC Rotterdam Tychy              | 12 | - | - | - | 50     | 74     | -24 | 9    |       |

- Mistreated Jaworzno wycofał się w trakcie sezonu. Spotkania z jego udziałem zostały anulowane.

Źródło 

## Baraże o awans do ekstraklasy
I runda
- I para barażowa
  - 3 marca 2002, Seat Arpol Toruń - Octopus-Sport Chorzów 3:1
  - 10 marca 2002, Octopus-Sport Chorzów - Seat Arpol Toruń 6:2
- II para barażowa
  - 3 marca 2002,  Radan Gliwice - Armet Bis Gdynia 8:2
  - 10 marca 2002, Armet Bis Gdynia - Radan Gliwice 1:6

II runda
- I para barażowa
  - 24 marca 2002, Radan Gliwice - Skała-Inter Tychy 3:4
  - 28 marca 2002, Skała-Inter Tychy - Radan Gliwice 9:3
- II para barażowa
  - 24 marca 2002, Octopus-Sport Chorzów - Irex Sosnowiec 5:7
  - 7 kwietnia 2002, Irex Sosnowiec - Octopus-Sport Chorzów 7:1

Źródło

## Źródła
- Portal Łączy nas piłka PZPN
- Portal 90.minut.pl